# Caso Natalia Martínez
El Caso Natalia Martínez es una investigación y proceso judicial uruguayo sobre el homicidio de una joven ocurrido el 19 de enero de 2007, en costas de Uruguay. El caso fue resuelto tres años después y se dictó sentencia al respecto.

## Contexto

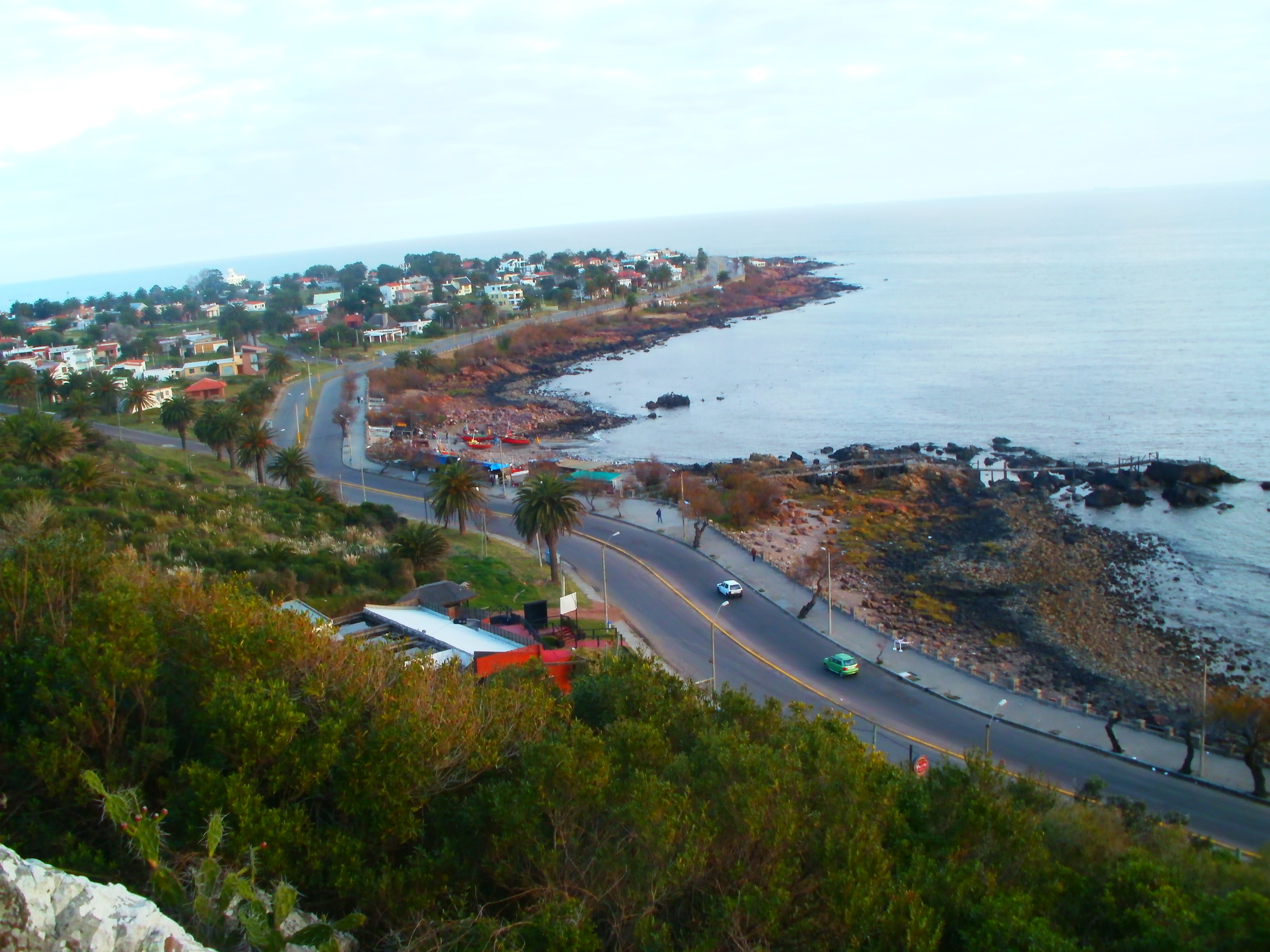
Punta Fría, Piriápolis en 2012.

La joven Natalia Valeria Martínez Bengoa, de 19 años, veraneaba con su familia en Piriápolis. Había concurrido a bailar con amigas al boliche La Rinconada sobre la Rambla de los Ingleses en Punta Fría.
Desapareció en la madrugada del 19 de enero de 2007, cuando salía del boliche. En la tarde fue realizada la denuncia de su desaparición en la Seccional 11.ª de Maldonado. La prensa uruguaya realizó una amplia cobertura del tema.

## Pericias
Tres días después de su desaparición fueron encontradas sus pertenencias su cartera y su documento de identidad.
Fue encontrada muerta 23 días después de su desaparición el 10 de febrero de 2007 en Laguna del Sauce, a 21 kilómetros de donde se la vio por última vez por unos pescadores de la zona. En el caso trabajó la Jefa de Policía de Maldonado de aquel momento, Graciela López, el Fiscal Carlos Reyes y el Juez Letrado Gabriel Ohanián.

## Indagación
Más de 200 personas fueron indagadas con respecto a este crimen. El padre de Natalia se quitó la vida de un disparo en la cabeza a los seis meses de la desaparición.
Tres años y medio después del crimen, el autor, Rodrigo Berges Burgos, confesó el crimen y fue procesado el 9 de junio de 2010. En su primera declaración, el joven afirmó que Natalia falleció en su auto. Pero tiempo después lo negó.
La pena fueron 9 años de prisión. Fue recluido en una cárcel en Colonia. En 2013 la Suprema Corte de Justicia cerró el caso.
En 2014, al cumplirse dos tercios de la pena (cuatro años y cuatro meses), tener buena conducta y tras las gestiones de su abogado Jorge Barrera fue concedida la libertad anticipada.
En 2014 la madre y la hermana de Martínez recibieron una indemnización económica por daños y perjuicios.